# 済世王
済世王（さいせいおう、または混、? - 紀元前465年）は、箕子朝鮮の第29代王。王在位期間は、紀元前486年 - 紀元前465年。諡は済世王。諱は混。王位は清国王（璧）が継承。